# Tropicos
Tropicos é uma base de dados de botânica que contém informação taxonómica sobre plantas, principalmente na região neotropical (América Central e América do Sul). É mantida pelo Jardim Botânico de Missouri e faz mais de 25 anos que foi fundada. A base de dados contém imagens e dados bibliográficos e taxonómicos sobre mais de 4,2 milhões de espécimenes de herbário. Também contém informação sobre mais de 49 mil publicações científicas. Os registos mais antigos na base de dados datam de 1703.